# Carbon-Blanc
 Carbon-Blanc  es una población y comuna francesa, situada en la región de Aquitania, departamento de Gironda, en el distrito de Burdeos y cantón de Carbon-Blanc.